# Charles Boyer (Theologe)
Charles Boyer SJ (* 4. Dezember 1884 in Pradelles; † 23. Februar 1980 in Rom) war ein französischer Jesuit und Theologe.

## Leben
1907 trat er in die Gesellschaft Jesu ein und wurde nach Studienabschluss in Holland und England 1916 zum Priester geweiht. Er lehrte Philosophie am Studienhaus der Jesuiten in Vals-près-le-Puy. 1922 wurde er zum Professor für Philosophie und Theologie an der Pontificia Università Gregoriana ernannt.

## Schriften (Auswahl)
- Christianisme et néo-platonisme dans la formation de saint Augustin. Rom 1953, OCLC 2712635.
- Christliche Einheit und ökumenische Bewegung. Die Situation vor dem Zweiten Vatikanischen Konzil. Aschaffenburg 1960, OCLC 13876081.
- Luther, sa doctrine. Rom 1970, OCLC 851149650.
- Calvin et Luther. Accords et différences. Rom 1973, archive.org.